# Святопреображенський Спаський монастир
Спаський Андроників монастир розташовано на березі річки Яузи – доплива Москва-ріки, приблизно в 3.5 кілометрах на схід від Кремля. Монастир був заснований в 1361 році митрополитом Олексієм, а першим ігуменом його став учень Сергія Радонізького Андроник, ім’я котрого увічнено в назві монастиря.
Справжньою перлиною архітектури став білокам’яний собор, споруджений десь в 1410..1427 рр. за участю знаменитого іконописця Андрія Рубльова (слід знати, що він був ченцем саме цього монастиря).
В кінці 17 ст. в монастирі збудована трапезна церква – непомірно велика щодо давнього собору, а в кінці 18 ст. – величезна дзвіниця, в порівнянні з якою маленькою виглядала уже трапезна.
Цю дзвіницю більшовики висадили в 1930 р., решта споруд збереглася, і з 1949 року в приміщеннях монастиря працює Музей давньоруського мистецтва ім.Андрія Рубльова. Собор відреставровано в 1959 – 1960 рр., нині він використовується як парафіальний храм.
План церкви Преображення Господнього в с. Спас, виконаний Рітнером у 1815 р.
Мурована церква Преображення Господнього (Спаса) датується 1295 р.
Згідно фальсифікованої грамоти князя Лева, виданої у Львові 12 січня 1292 p., вона побудована на місці старої дерев'яної. Збережений опис цієї церкви з середини XVIII ст. підтверджує час її постання на кінець XIII ст.
Спаська церква мала статус кафедральної. Із збереженого плану церкви, обміряного архітектором Рітнером, видно, що храм був збудований з цегли, тринавовий, триапсидний, хрестовокупольний храм — характерний для давньоруського будівництва. Опис говорить, що він мав відкрите цегляне мурування і був «високо рівним стовпом піднятий» та завершувався однією банею. За своїм об'ємно-просторовим вирішенням церква Спаса була близькою до групи українських храмів Придніпров'я XII—XIII ст., які мають стовповидну композицію. Церква мала фресковий стінопис 1547 р.
Спасопреображенська церква Спаського монастиря, яка, судячи із вцілілого схематичного плану та короткого візитацінного опису XVIII ст., продовжувала традицію вертикально розвинутих храмів з перелому XII—XIII ст.[5]
До храму вело двоє дверей — західні та південні. З заходу розташовувався притвор, до якого з півночі примикала прямокутна каплиця, яка мала окремий вхід з півдя. Стіни храму були прикрашені фресками, в стилі наближені до ікон XVI ст., з рисами пастозного корпусного письма та палеографії. Окремі ікони були розпродані в навколишні села, вівтар Богородиці потрапив до с. Бусовиська, а іконостас до Тершова, біля Спаса. Інше церковне майно було передане Лаврівському монастирю.
Монастирська церква стояла ще до 1816 р. У цьому році її почали розбирати. Перед тим інженер Рітнер виготовив план церкви. Поруч з церквою зі східної сторони стояла мурована чотиригранна вежа, рештки якої були розкриті археологами у 1978 р. під час архітектурно-археологічної експедиції під керівництвом М. Малєвської-Малєвіч.
На початку 1990-xpp. в селі на церкву переробили невеличку католицьку муровану капличку.